# Шапада-да-Нативидади

Шапада-да-Нативидади на карте штата.

Шапада-да-Нативидади (порт. Chapada da Natividade) — муниципалитет в Бразилии, входит в штат Токантинс. Составная часть мезорегиона Восточный Токантинс. Входит в экономико-статистический микрорегион Дианополис. Население составляет  3 277 человек на 2010 год. Занимает площадь 1 646,472 км². Плотность населения — 1,99 чел./км².

## Демография
Согласно сведениям, собранным в ходе переписи 2010 г. Национальным институтом географии и статистики (IBGE), население муниципалитета составляет:
| Полное население                               | Полное население                               | Полное население                               | Полное население                               | 3 277 |
| ---------------------------------------------- | ---------------------------------------------- | ---------------------------------------------- | ---------------------------------------------- | ----- |
| в том числе:                                   | Городское население                            | 1 656                                          | Процент городского населения, %                | 50,53 |
|                                                | Сельское население                             | 1 621                                          | Процент сельского населения, %                 | 49,47 |
|                                                | Мужское население                              | 1 792                                          | Процент мужского населения, %                  | 54,68 |
|                                                | Женское население                              | 1 485                                          | Процент женского населения, %                  | 45,32 |
| Плотность населения, чел/км²                   | Плотность населения, чел/км²                   | Плотность населения, чел/км²                   | Плотность населения, чел/км²                   | 1,99  |
| Население муниципалитета в % к населению штата | Население муниципалитета в % к населению штата | Население муниципалитета в % к населению штата | Население муниципалитета в % к населению штата | 0,24  |

По данным оценки 2016 года население муниципалитета составляет 3 363 жителя.

## Статистика
- Валовой внутренний продукт на 2003 составляет 14.798.835,00 реалов (данные: Бразильский институт географии и статистики).
- Валовой внутренний продукт на душу населения на 2003 составляет 4.212,59 реалов (данные: Бразильский институт географии и статистики).
- Индекс развития человеческого потенциала на 2000 составляет 0,649 (данные: Программа развития ООН).

## Важнейшие населенные пункты
| № | Населённый пункт     | Населённый пункт (порт.) | Категория | Население чел. (2010) | На карте                        |
| - | -------------------- | ------------------------ | --------- | --------------------- | ------------------------------- |
| 1 | Шапада-да-Нативидади | Chapada da Natividade    | город     | 1 656                 | 11°36′56″ ю. ш. 47°44′58″ з. д. |